# لواط
لواط یا لوطیه (فرد لواط‌کار: لوطی؛ برپایه نام لوط در قرآن) یا به فارسی کون‌مُرزی واژه‌ای است که معمولاً در حقوق و علوم دینی به کار می‌رود؛ این واژه می‌تواند به هر فعالیت جنسی که برای تولیدمثل انجام نمی‌شود اشاره داشته باشد، اما در زبان فارسی اغلب به آمیزش جنسی مقعدی میان مردان اشاره دارد (مراجعه کنید به اعمال جنسی میان مردان)؛ این واژه در فقه اسلامی و قانون ایران، به دخول آلت تناسلی مردی به اندازهٔ ختنه‌گاه در مقعد مرد دیگر دلالت دارد. در برخی کشورها، کنش‌های جنسی میان مردان با عنوان لواط شناخته می‌شود و جرم محسوب می‌گردد؛ قانون لواط در بیشتر کشورها اجرا می‌شود یا پیشتر اجرا می‌شده است.

## واژه‌شناسی
واژه کون‌مُرزی (kūnmorzī) از پارسی میانه کون‌مَرْزیه (پارسی میانه: -kwnmlcyh/ kūnmarzīh) به معنای مقاربت و نزدیکی از کون (=مقعد) است. کارواژه مُرزیدن در فارسی نو و مَرزیدن (پارسی میانه: -mlcytn'/ marzīdan) در پارسی میانه هر دو به معنای مقاربت و نزدیکی جنسی است.
واژهٔ لواط یا لوطیه، در فارسی نو برگرفته از نام لوط در قرآن است.
واژهٔ Sodomy در زبان انگلیسی به معنای لواط است. ریشهٔ این واژه سدوم است که یکی از شهرهای قوم لوط بوده است.

## در دین

### اسلام
قرآن در آیات گوناگونی سرگذشت پیامبری به نام لوط را روایت می‌کند که قوم او در امر لواط که قرآن کاری زشت شمرده است، اسراف می‌کردند:
و لوط را به یاد آر زمانی که به قوم خود گفت: آیا به چنان زشت‌کاری دست می‌زنید که هیچ‌کس از مردمان در آن بر شما پیشی نگرفته است؟(۸۰) شما از روی شهوت (میل زیاده‌خواهانه) به غیر زنان، بر مردان درمی‌آیید، آری، شما قومی اسراف‌کارید.(۸۱) و پاسخ قومش جز این نبود که گفتند: آنان را از شهرتان بیرون کنید، زیرا که خود را پاکیزه می‌شمارند.(۸۲)

## در قانون

### ایران
لواط و تفخیذ و سایر اعمال همجنس‌گرایانه در قوانین کیفری ایران به تبعیت از فقه اسلامی، جرم‌انگاری شده است:
1. لواط به معنای انجام آمیزش جنسی مقعدی به اندازهٔ ختنه‌گاه میان دو مرد است، که با شهادت چهار مرد عادل یا چهار مرتبه اقرار از سوی لواط‌کار، اثبات می‌شود؛ مگر اینکه دانش دادرس (علم قاضی) که از مستندات دیگری به دست آمده، خلاف آنها باشد. در قانون مجازات اسلامی ایران مصوب ۱۳۹۲، مجازات لواط مردانه شدیدتر از مساحقه زنانه است چرا که مساحقه میان زنان در هر حالتی، تنها صد تازیانه مجازات دارد اما فاعل لواط، چنانچه به مرد دیگر تجاوز کند یا نامسلمان بوده و مفعول وی مسلمان باشد یا دارای شرایط احصان[الف] باشد، اعدام می‌گردد اما در غیر این صورت با صد تازیانه کیفر می‌شود. مفعول نیز در هر حالتی اعدام می‌شود؛ البته بلوغ و عقل و اختیار در انجام دادن لواط برای محکومیت هر یک از فاعل و مفعول ضروری بوده و از شرایط عمومی مسئولیت کیفری می‌باشد.[۱۶]
2. تفخیذ به معنای قرار دادن آلت تناسلی در میان ران‌ها و نشیمنگاه است و دخول در مقعد مردی دیگر به اندازهٔ کمتر از ختنه‌گاه نیز قانوناً در حکم تفخیذ بوده[۱۷] و مجازات حدی صد تازیانه برای هریک از فاعل و مفعول دارد مگر اینکه فاعل نامسلمان و مفعول مسلمان باشد که در این صورت فاعل اعدام و مفعول صد تازیانه دارد.[۱۸][۱۹][۲۰]
3. سایر اعمال همجنس‌گرایی مردانه همچون بوسه و لمس کردن از روی شهوت، کیفر ۳۱ تا ۷۴ تازیانهٔ تعزیری دارد و همجنس‌گرایی زنانه نیز مشمول این ماده است.[۲۱] اگر لواط‌کننده پیش از شهادت شهود توبه نماید دیگر حد در مورد او اجرا نمی‌گردد. اما اگر پس از شهادت شهود توبه کند حد از او ساقط نمی‌شود.[۲۲][۲۳][۲۴]

در همهٔ جرائم حدّی که لواط و تفخیذ و مساحقه را نیز شامل می‌گردد اما سایر اعمال همجنس‌گرایی مردانه و زنانه را در بر نمی‌گیرد – حتی اگر اثبات شود فرد چندین بار به لواطِ دارای کیفر صد تازیانه دست زده است باز هم تنها یک بار کیفر صد تازیانه خواهد داشت اما چنانچه بعد از هر محکومیت، لواطِ دارای کیفر صد تازیانه مرتکب شده و دگرباره محکوم و کیفر وی نیز اجرا گردد تا بار سوم محکومیت هر بار صد تازیانه خورده اما در بار چهارم محکومیت، اعدام می‌گردد.